# Dennis Miller
Dennis Miller (født 3. november 1953 i Pittsburgh, Pennsylvania, i USA er en amerikansk stand-up komiker, skuespiller, politisk og social kommentator, filmproducer og TV-personlighed.
Han var vært på The Dennis Miller Show og på MTV Video Music Awards i 1995 og 1996 og på det første MTV Movie Awards fra 1992.

## De tidlige år
Miller voksede op i Pittsburgh og bestod high school i 1971. Han studerede til journalist og tog eksamen fra Point Park University i Pittsburgh.